# 訃報 2004年3月
訃報 2004年3月（ふほう 2004ねん3がつ）では、2004年（平成16年）3月中に物故した、又は物故が報じられた人物についてまとめる。

## （1日 - 15日）

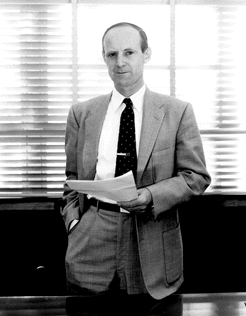
ウイリアム・ヘイワード・ピカリング／3月15日没

- 3月6日 - 高村ルナ、歌手・女優（* 1952年）
- 3月8日 - 山原健二郎、政治家（* 1920年）
- 3月9日 - 露原千草、女優（* 1918年）
- 3月11日 - 島田彰、俳優・声優（* 1934年）
- 3月11日 - 佐藤まさあき、漫画家（* 1937年）
- 3月14日 - 瀬川伸、歌手（* 1916年）
- 3月15日 - ウイリアム・ヘイワード・ピカリング、物理学者（* 1910年）
- 3月15日 - 神山卓三、声優（* 1931年）

## （16日 - 31日）

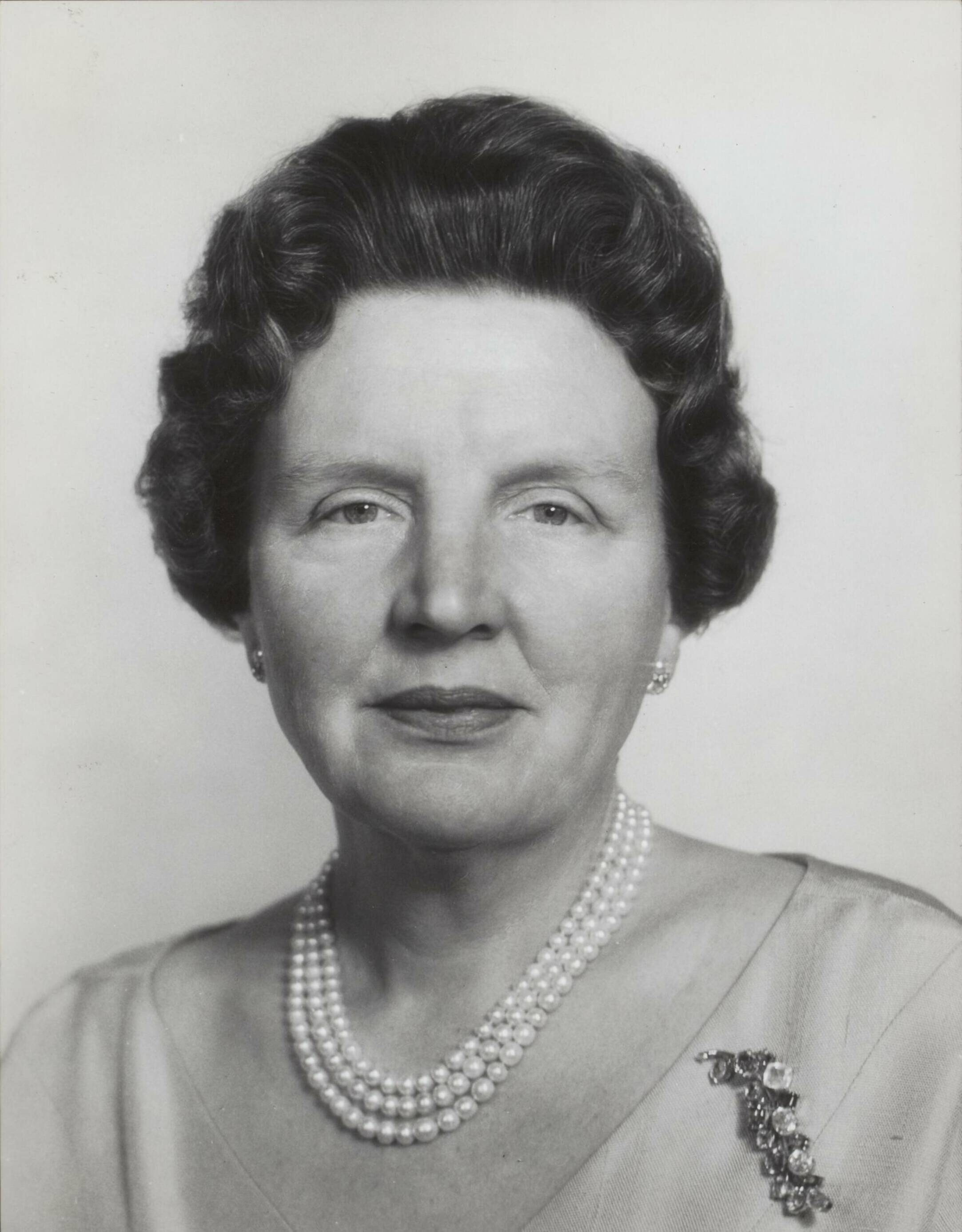
ユリアナ女王／3月20日没

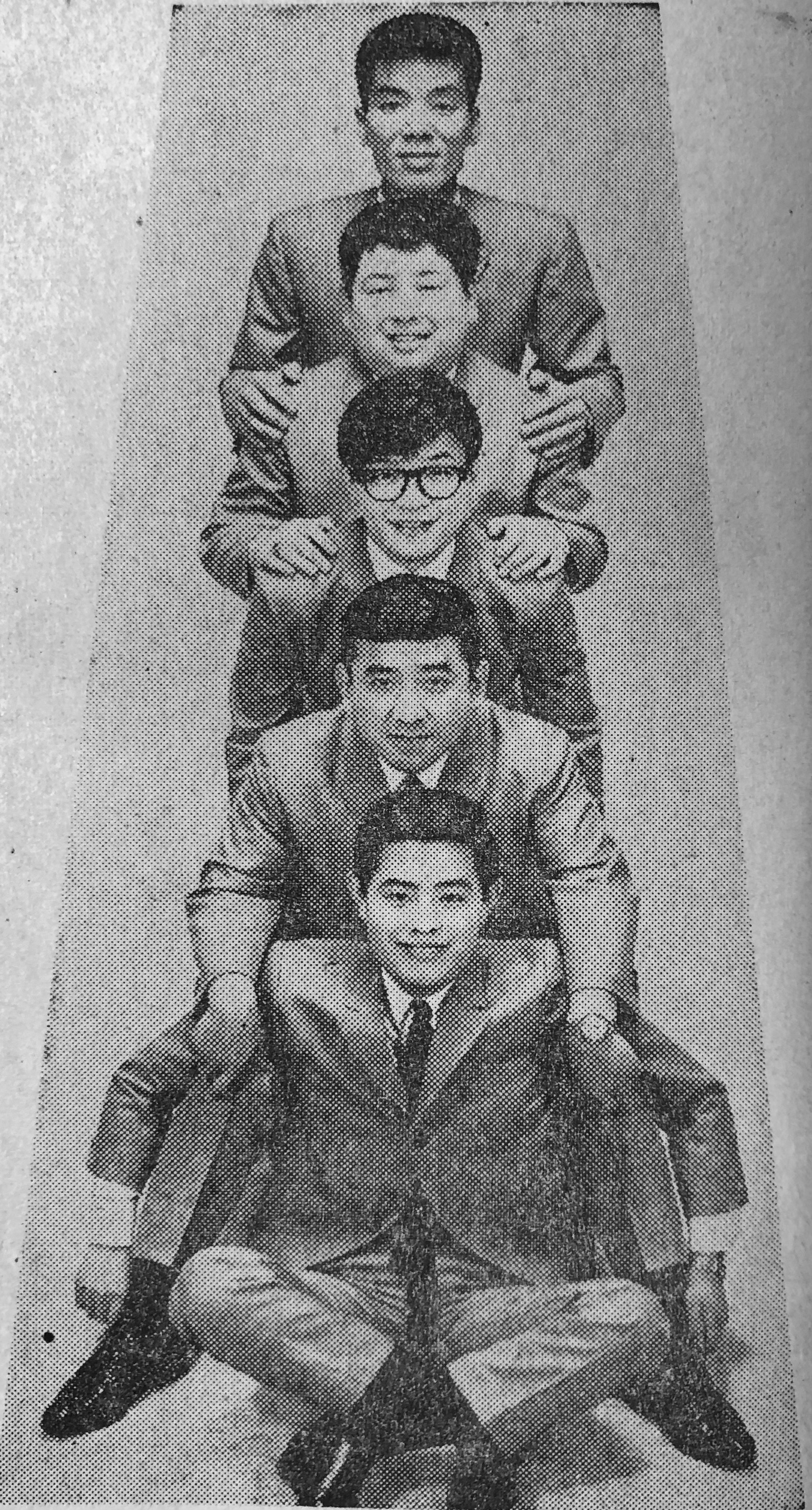
いかりや長介（最上段）／3月20日没

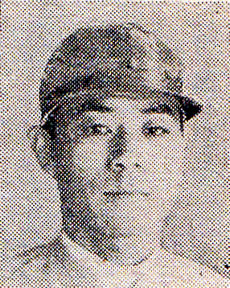
仲住芳雄／3月21日没

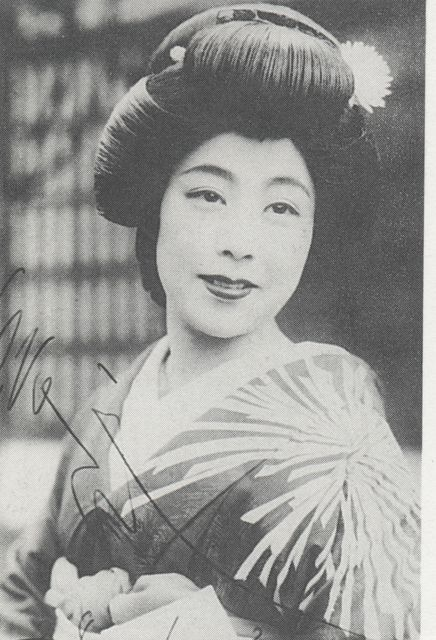
豆千代／3月22日没

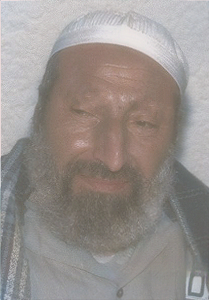
アフマド・ヤースィーン／3月22日没

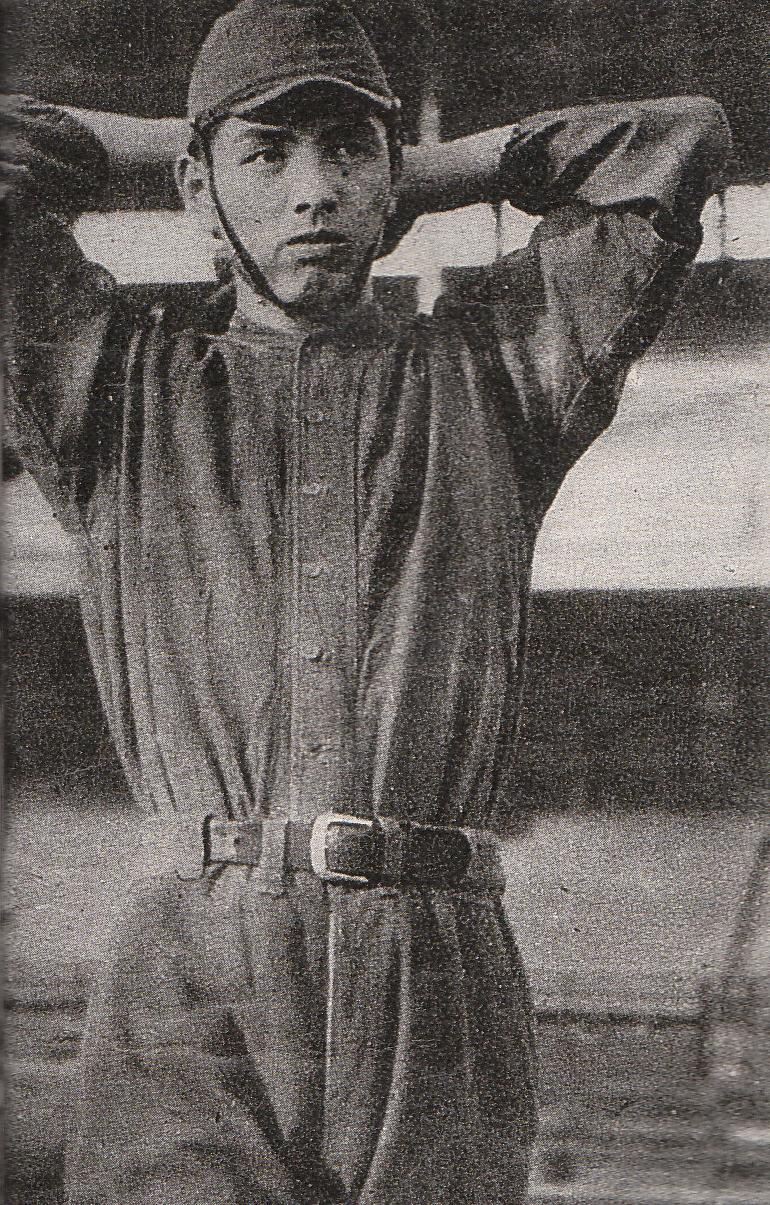
野口正明／3月24日没

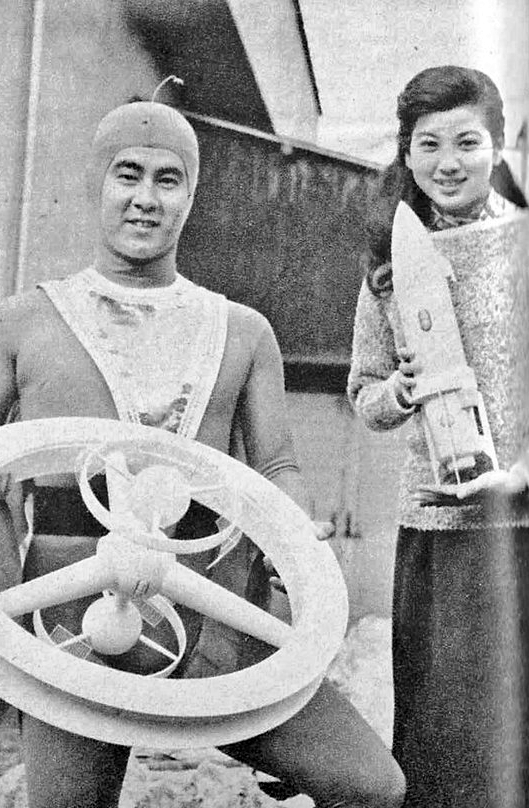
三ツ矢歌子（右）／3月24日没

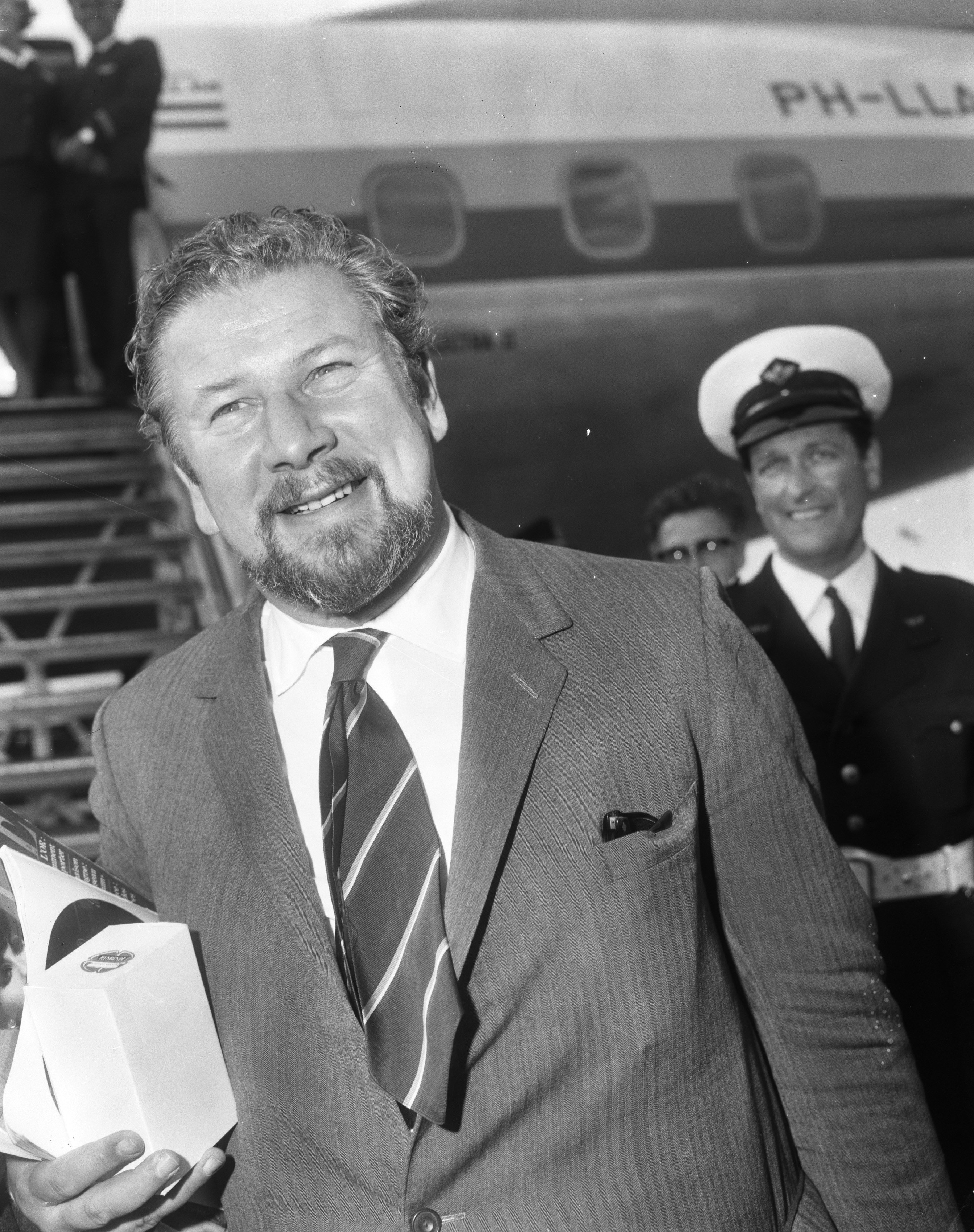
ピーター・ユスティノフ／3月28日没

- 3月16日 - 小粥正巳、大蔵事務次官、公正取引委員会委員長、日本政策投資銀行総裁（* 1931年）
- 3月19日 - 四代目井上八千代、日本舞踊家（* 1905年）
- 3月20日 - ユリアナ女王、第5代オランダ女王（* 1909年）
- 3月20日 - いかりや長介、俳優・ザ・ドリフターズリーダー・お笑いタレント（* 1931年）
- 3月21日 - 仲住芳雄、競馬騎手、調教師（* 1921年）
- 3月21日 - 津島康一、俳優（* 1931年）
- 3月22日 - 豆千代、芸者、歌手（* 1912年）
- 3月22日 - アフマド・ヤースィーン、パレスチナ解放運動組織ハマース指導者（* 1936年）
- 3月23日 - 寺島尚彦、作詞家（* 1930年）
- 3月23日 - 又野誠治、俳優（* 1960年）
- 3月24日 - 野口正明、元プロ野球選手（* 1926年）
- 3月24日 - 三ツ矢歌子、女優（* 1936年）
- 3月25日 - 下川辰平、俳優（* 1928年）
- 3月27日 - 安藤満、プロ雀士（* 1949年）
- 3月28日 - ピーター・ユスティノフ、作家・俳優・映画監督（* 1921年）
- 3月28日 - うしおそうじ、漫画家・特撮プロデューサー・演出家（* 1921年）
- 3月30日 - 石川明、実業家、日本テキサス・インスツルメンツ元社長（* 1937年）